# Čuden
Čuden je priimek v Sloveniji, ki ga je po podatkih Statističnega urada Republike Slovenije na dan 1. januarja 2010 uporabljalo 257 oseb in je med vsemi priimki po pogostosti uporabe uvrščen na 1.610. mesto.

## Znani nosilci priimka
- Darko Čuden (*1961), germanist, univ. prof., prevajalec
- Drago Čuden (1915—1988), operni pevec
- Jože Čuden (*1955), raketni modelar
- Marjan Čuden (*1964), raketni modelar
- Marjan Čuden, župnik
- Matevž Čuden, avtomobilistični (gorski) dirkač
- Peter Čuden (*1970), častnik (podpolkovnik) SV
- Stane Čuden, amaterski gladeliščnik
- Valentina Čuden, operna pevka, sopranistka